# Gymnographa
Gymnographa is een geslacht in de familie Graphidaceae. De typesoort is Gymnographa medusulina.

## Soorten
Volgens Index Fungorum bevat het geslacht drie soorten (peildatum december 2021):
| Soortnaam              | Auteur(s)        | Publicatiejaar |
| ---------------------- | ---------------- | -------------- |
| Gymnographa eludens    | (Stirt.) Staiger | 2002           |
| Gymnographa medusula   | (Fée) Müll. Arg. | 1887           |
| Gymnographa medusulina | Müll. Arg.       | 1887           |